# Banc d'Alacant
El Banc d'Alacant fou un banc del País Valencià que va existir entre els anys 1960 i 1980, fins que va ser adquirit pel BBVA.

## Història
Va ser creat el 1965 per un grup d'empresaris entre els quals destacaven l'exgovernador José Aramburu, Raimundo Fernández Cuesta i José Albert. La seva intenció era fer de contrapès contra les sucursals d'altres entitats financeres de fora d'Alacant establertes a la província. Més endavant, José Fons Antón fou l'encarregat d'impulsar l'entitat, creant el lema El Banco de Alicante para los Alacantinos i aconseguint incrementar el nombre de petits accionistes locals.
Una altra personalitat destacada de l'entitat fou Juan Bautista Torregrosa Roselló, promotor immobiliari local i fundador de l'empresa Calpisa, qui va formar part del primer equip directiu de l'entitat i va aportar tota la seva experiència en el sector immobiliari, facilitant el protagonisme de l'entitat durant el boom constructor dels anys 70. Aquest fet va provocar que l'entitat pogués expandir-se per la província obrint oficines per tota la província, i el 1979 ja es va fer una primera ampliació de capital.
La primera sucursal es va obrir a Alcoi, després al Palamó, Villena, Elx, Xàbia, Castalla, Benidorm i Asp, entre d'altres. A Alacant, va comprar la finca on es trobava l'antic Cinema Capitol, antigament Saló Espada, on van aixecar la seu central de la companyia. Més endavant, disputes entre membres de l'equip directiu van provocar alguns canvis a l'entitat, que van tenir com a conseqüència l'entrada de capital del Banco Popular. Per evitar les inspeccions del Banc d'Espanya i les limitacions dels estatuts de la pròpia entitat, l'operació es va fer mitjançant una empresa pantalla, Calpisa.
El 1971 Jordi Pujol i Soley va adquirir un paquet majoritari d'accions, adquirint el control de l'entitat. Després del cas Banca Catalana, l'entitat va passar al Fons de Garantia de Dipòsits i llavors va passar al Banco Exterior de Crédito, qui va reflotar l'entitat.
Durant els anys 80 el Banc va tenir diversos problemes financers i es va plantejar la seva possible venda o fusió amb el Banc de València. Durant els anys 90 diverses caixes catalanes van plantejar-se la compra de l'entitat.
Més endavant, sent ja propietat en un 99% d'Argentaria, va passar a formar part del Grup BBVA. Els accionistes del Banc d'Alacant van intercanviar tres accions de BBVA per cada dues accions del banc d'origen. En el moment de la fusió l'entitat tenia 101 oficines i 546 empleats.